# Йордан Недев-Инджето
Йордан Недев Йорданов, прозвище Инджето, е четник в четата на Стефан Караджа и в Ботевата чета. Прозвището си Инджето дължи на Георги Раковски.

## Биография
Йордан Недев Йорданов е роден през 1845 г.
През 1865 г. взима участие в чета на Стефан Караджа. По подозрение в четническа дейност е заловен при с. Горна Липница и е осъден на 8 мес. затвор. По време на престоя си в Търновския затвор през 1868 г. е единственият свидетел на последните дни на войводата Стефан Караджа.
Заедно с брат си Петър Недев Йорданов взима участие в четата на Христо Ботев през май 1876 г. При завземането на Радецки заради техническите си познания стои до машиниста и помага за правилното акостиране на кораба.
Йордан Недев поддържа връзката с Врачанския революционен комитет, организиран при пристигането на Ботевата чета. Ранен е в битка с черкезите. Спасява се и стига до Берковица, но там е заловен и е осъден на доживотен затвор.
След Освобождението Йордан Недев-Инджето не се стреми към политическа кариера. Взема участие в Сръбско-българската война през 1885 г., като организира доброволческа чета под името „Втора Ботева чета“ и участва като неин войвода в боевете със сръбските войски.
Записан е в българския алманах през 1893 г. и към името му е прибавено „инженер“.
Притежавал е баня в Търново. Умира на 29 май 1918 г.